# ムスタファ・ペクテメク
ムスタファ・ペクテメク(1988年8月11日-)はトルコのサッカー選手。ポジションはFW。

## 経歴
2011年5月27日、ベシクタシュJKに400万ユーロで移籍した。2012-2013シーズンの第2節ガラタサライ戦で全治6カ月の重傷を膝に負った。